# Регман
Регман (рум. Răgman) — село у повіті Прахова в Румунії. Входить до складу комуни Пояна-Кимпіна.
Село розташоване на відстані 84 км на північ від Бухареста, 34 км на північний захід від Плоєшті, 57 км на південь від Брашова.

## Населення
За даними перепису населення 2002 року у селі проживали 113 осіб.
Національний склад населення села:
| Національність | Кількість осіб | Відсоток |
| -------------- | -------------- | -------- |
| румуни         | 105            | 92,9%    |
| цигани         | 7              | 6,2%     |

Рідною мовою назвали:
| Мова      | Кількість осіб | Відсоток |
| --------- | -------------- | -------- |
| румунська | 105            | 92,9%    |
| циганська | 7              | 6,2%     |